# 86-DOS
86-DOS (внутрішня назва QDOS – Quick and Dirty Operation System) - операційна система, розроблена Seattle Computer Products для її комп'ютерів на базі процесора Intel 8086. Її прикладний програмний інтерфейс був дуже схожий на інтерфейс CP/M. В подальшому 86-DOS була ліцензована та куплена Microsoft й розвивалася далі як MS-DOS та PC-DOS.

## Зовнішні посилання
Документація 86-DOS